# 1952年上海高等学校院系调整
上海市高等学校在1952年经历了中华人民共和国中央人民政府在全国高等学校统一部署进行的院系调整，上海高等院校历经拆分重组，形成了今天的基本布局。

## 背景
1949年起上海开始进行部分院系调整。1949年9月，浙江大学史地、法律、经济等系，暨南大学文、法、商学院，英士大学经济、法律两系，同济大学文法学院并入复旦大学。
1950年，同济大学全部医学院和附属同济医院迁往湖北武汉，与武汉大学医学院合并后改名中南同济医学院和武汉同济医院（今华中科技大学同济医学院）。 
1951年，中华人民共和国教育部决定以大夏大学和光华大学为基础，调入同济大学动物系、植物系，复旦大学教育系，沪江大学音乐系以及东亚体育专科学校成立华东师范大学。这是中华人民共和国成立的第一所师范大学，标志着在新政权高等教育体系中独立的师范大学体制的被认定。

## 调整方案
1952年，华东地区的院系调整全面展开，上海和南京两市是调整的重点。1952年的高校院系调整涉及面广，但整个调整过程极为迅速。1952年5月，中央教育部在全国工学院会议的调整基础上制定了1952年高等学校院系调整方案。该方案于同年7月下达上海各高校。8月2日，华东地区高等学校院系调整委员会成立，并于8月中旬指定华东地区院系调整最终方案。
按照教育部的原方案，上海共设高校15所。华东区院系调整委员会的最终方案改为17所，其中，冠名“大学”的4所：
- 复旦大学
- 交通大学
- 华东师范大学
- 同济大学

专门学院11所：上海医学院、上海第二医学院（新设）、华东化工学院（新设）、华东纺织工学院、上海水产学院、上海航务学院、上海财政经济学院、华东政法学院（新设）、华东体育学院（新设）、中央音乐学院华东分院、中央戏剧学院华东分院；专科学校2所：上海俄文专修学校（新设）和华东交通专科学校。

## 主要院校调整措施

### 交通大学
调出情况：理学院数学、物理、化学学科并入复旦大学；化学支援成立了华东化工学院（现华东理工大学）；土木建筑并入同济大学；管理学院的管理、会计、财务等系并入复旦大学和华东师范大学，部分支援成立了上海财政经济学院（现上海财经大学）；纺织系支援成立了华东纺织工学院（现东华大学）；水利系并入华东水利学院（现河海大学）；航空工程系调整到并入华东航空工程学院（现西北工业大学）；机电中的电子部分并入南京工学院（现东南大学）。 

### 华东师范大学
调出情况：化学系多位教授先后调往华东化工学院（现华东理工大学）、浙江农学院（今属浙江大学农业生命环境学部）；体育系支援成立华东体育学院（现上海体育学院）；音乐系并入北京艺术师范学院（今中国音乐学院），部分教授调往中央音乐学院华东分院。
并入情况：圣约翰大学的理学院（数学、物理、化学和生物系）、教育系，浙江大学地理系，沪江大学教育系，大同大学教育系，震旦大学教育系并入，并从交通大学、同济大学、浙江大学、沪江大学、大同大学等校调入多名教师。

### 同济大学
并入情况：交通大学、复旦大学、圣约翰大学、厦门大学等11所高校的土建系、科、组并入。
1952年9月24日，全国范围内的院系调整完成，10月中旬至11月初，上海各高校均已开课。